# 蕭子建
蕭 子建（しょう しけん、永明4年（486年）- 永泰元年1月25日（498年3月3日））は、南朝斉の皇族。湘東王。武帝蕭賾の二十一男。字は雲立。

## 経歴
蕭賾と宮人謝氏のあいだの子として生まれた。母の謝氏は、武帝に愛されず、得度して尼となった。永明8年（490年）12月、子建は湘東王に封じられた。建武元年（494年）、明帝が即位すると、謝氏は還俗した。
永泰元年正月丁未（498年3月3日）、子建は明帝の命により殺害された。享年は13。

## 伝記資料
- 『南斉書』巻40 列伝第21
- 『南史』巻44 列伝第34